# Ullmålla
Ullmålla (Dysphania multifida) är en amarantväxtart som först beskrevs av Carl von Linné och som fick sitt nu gällande namn av Sergej Mosyakin och Steven Earl Clemants. 
Ullmålla ingår i släktet doftmållor och familjen amarantväxter. Inga underarter finns listade i Catalogue of Life.

## Bildgalleri

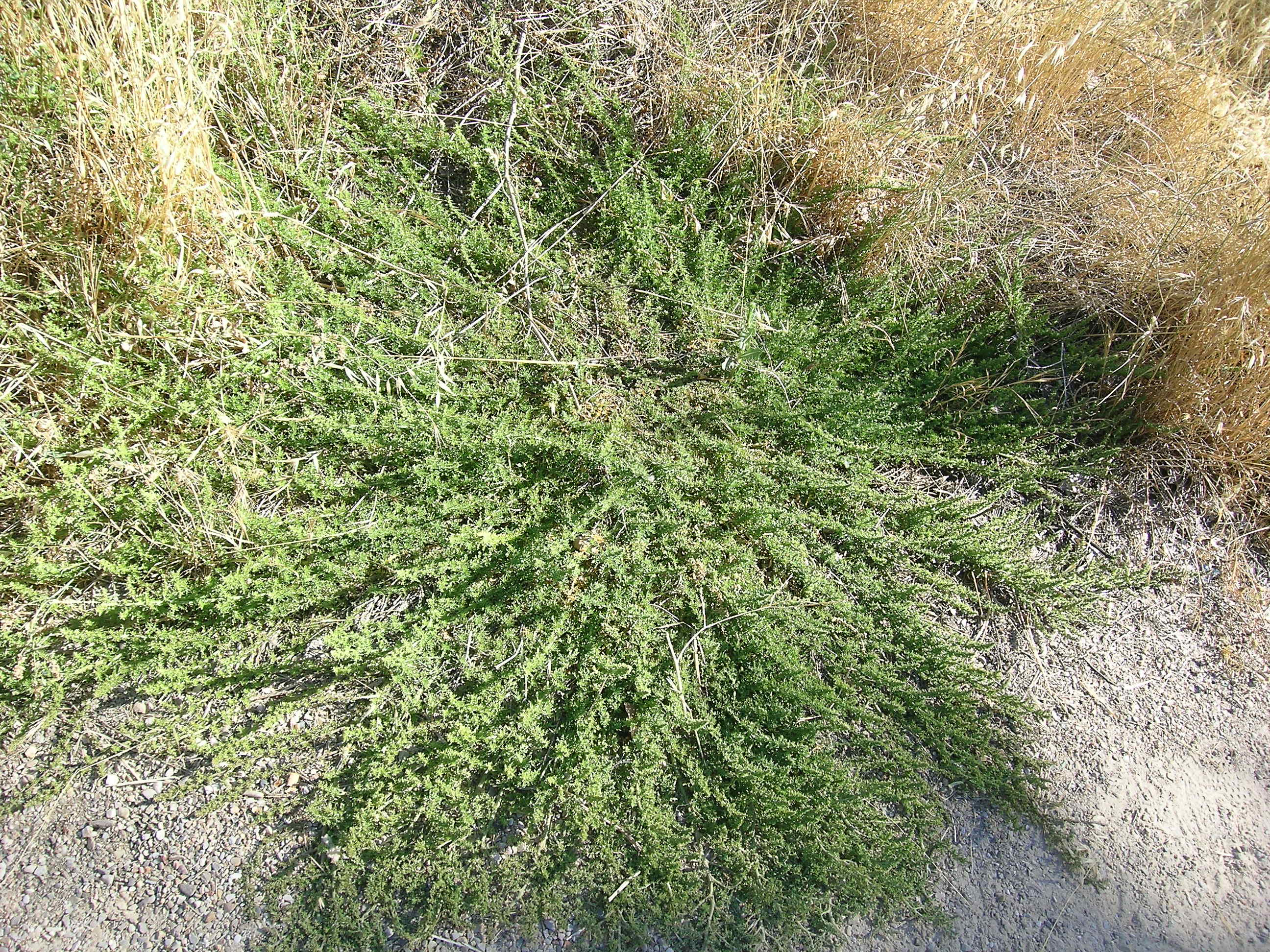
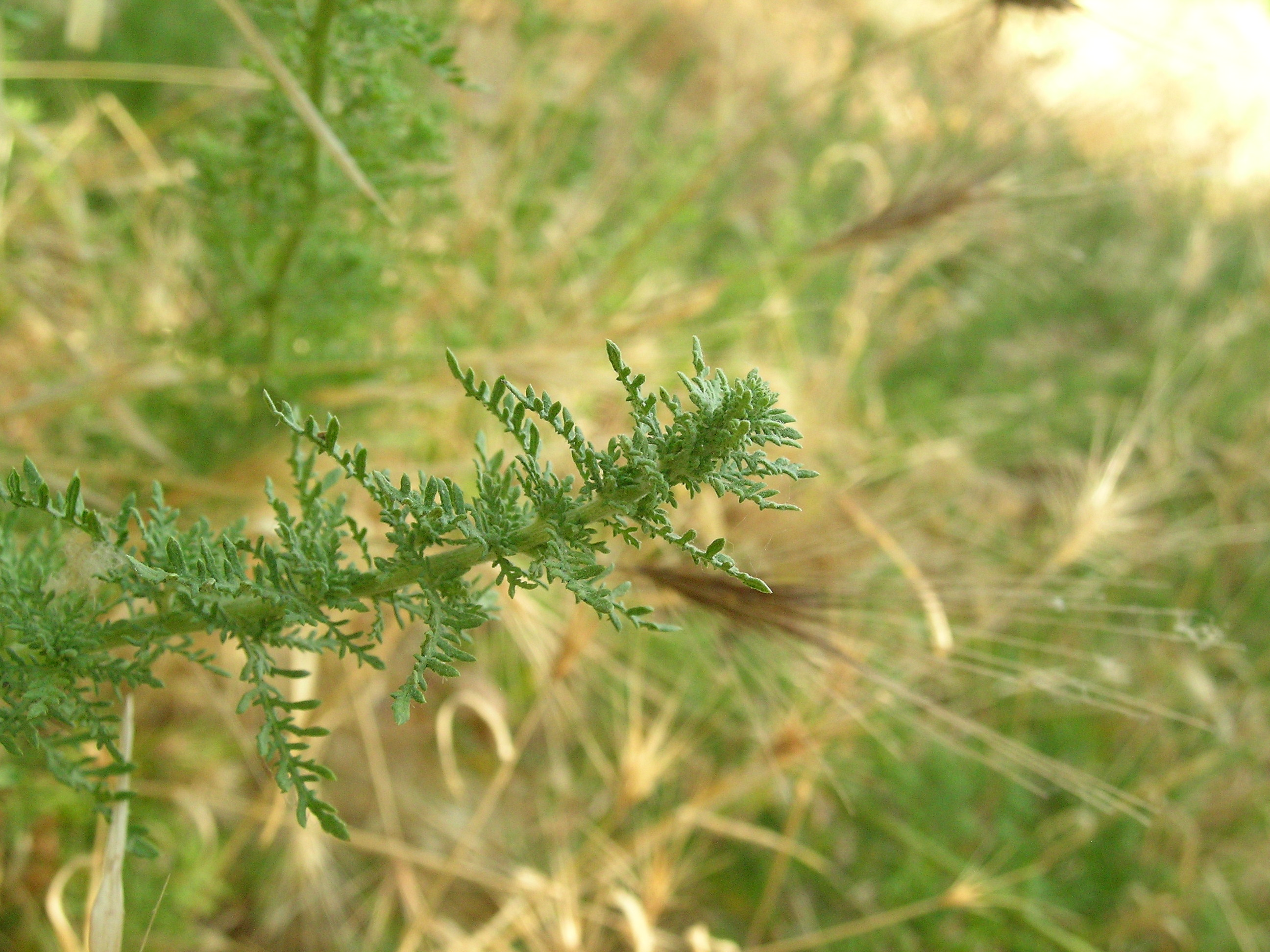